# 児島善三郎

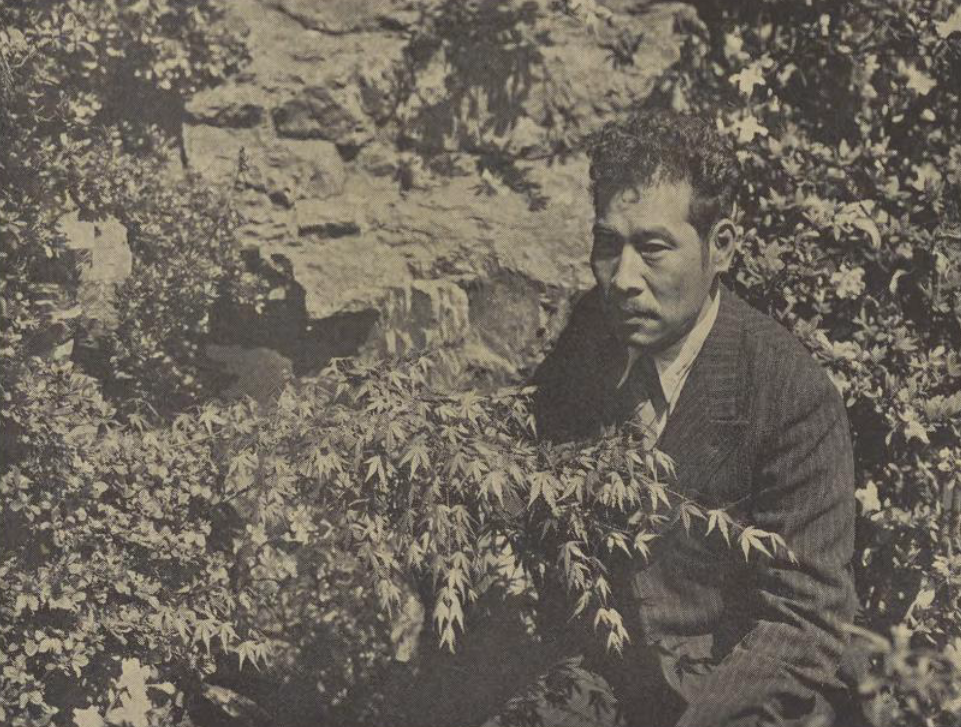
児島善三郎

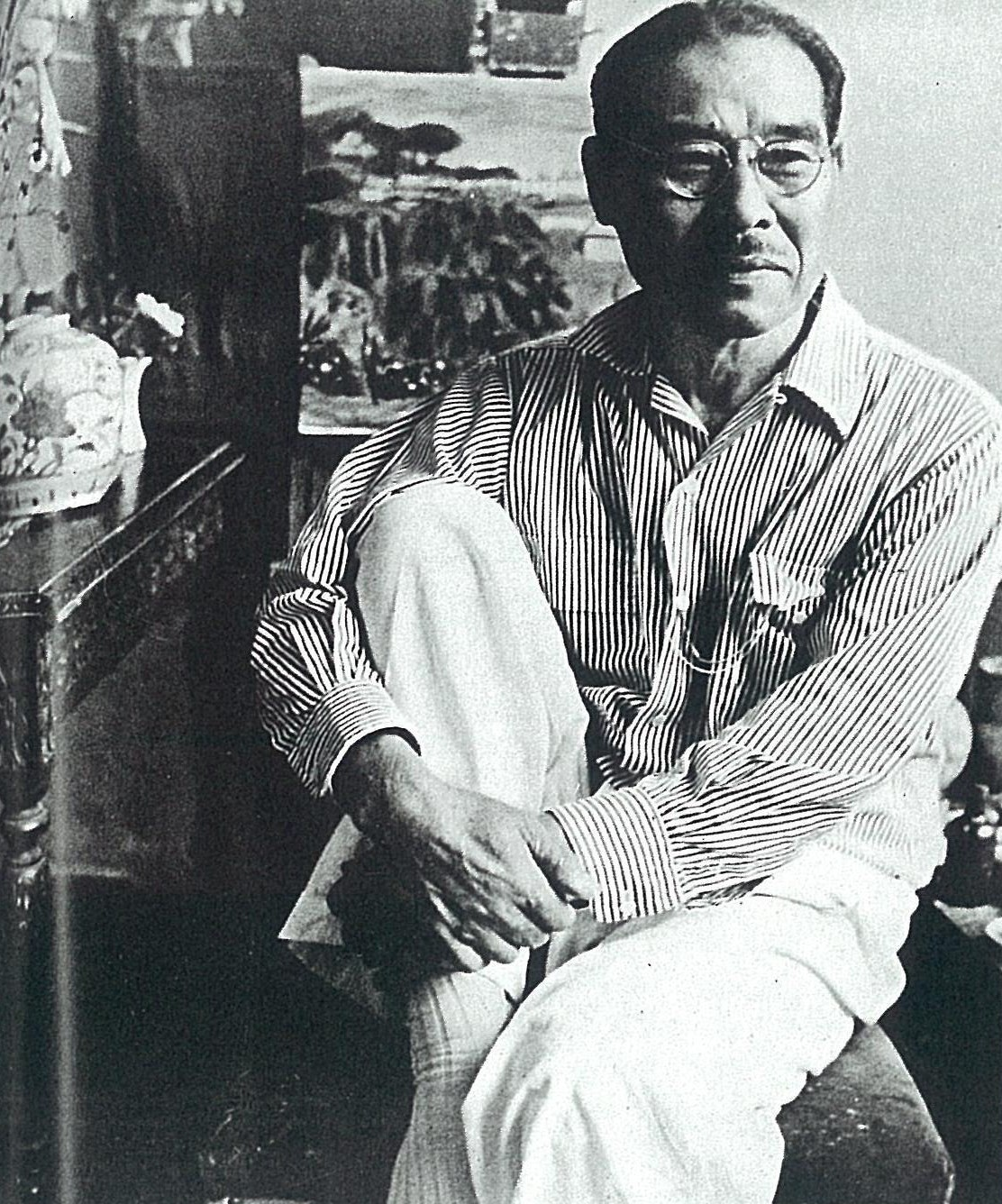
児島善三郎

児島 善三郎（こじま ぜんざぶろう、1893年2月13日 - 1962年3月22日）は、日本の洋画家である。
なお、同時代の洋画家である小島善太郎とは縁戚関係はない。

## 経歴
紙問屋児島本家の第9代当主・児島善一郎、トヨの長男として、福岡市中島（現・博多区中洲中島町）に生まれる。幼名は義太郎。
1907年、福岡県立中学修猷館に入学。3年のとき、中村研一らと絵画同好会「パレット会」を創立し、油彩画を描いたり洋雑誌を購入するなどして西洋絵画を勉強する。
1912年、修猷館を卒業し、長崎医学専門学校薬学科（現・長崎大学薬学部）に入学するも同年中退し、1913年、画家を志して上京。1914年、岡田三郎助が指導する本郷洋画研究所に2ヶ月程学ぶが、東京美術学校の受験に失敗し、以後師につかず独学で学ぶ。1915年、帰郷したおりに結核に罹患。暫く郷里で療養生活を送るが、1920年には回復して再び上京する。この時期に福岡で結核療養中だった倉田百三と知遇になる。
板橋に居を構え制作を開始し、1921年、第8回二科展に『早春の下板橋付近』を出品し初入選。翌1922年の第9回二科展では、『裸女』、『代々木風景』が二科賞を受賞。同年、代々木初台にアトリエを竣工する。1923年、萬鉄五郎を中心とする円鳥会の結成に林武らと共に参加し、その第1回展に『若き女の首』など出品する。
1925年から1928年にかけてフランスに留学し、パリのシテ・ファルギエールにアトリエを借りる。西洋の古典絵画に親しみ、アンドレ・ドランのフォービズムによる量感あふれる裸婦の表現などから多くを学ぶ。滞仏中も二科展へ出品を続け、帰国後の1928年の第15回二科展に、古典的な趣のある『立てるソニヤ』等渡欧作22点を特別陳列する。同年、二科会会友となる。
1929年、1930年協会に参加し、1930年、二科会会員に推挙されるが、同年退会し、里見勝蔵、高畠達四郎、三岸好太郎、林武、福沢一郎らと独立美術協会を創立、日本独自の油彩画を確立することに意欲を燃やす。1931年、その第1回展に『独立美術首途（第二の誕生）』などを出品。そして、善三郎らが提唱する「日本的洋画」の主張（日本的風土に則したフランス・フォーヴィスムの受容）は広く画壇に波及するところとなる。(新日本主義)
1936年、代々木から国分寺に転居し、ここで『箱根』、『東風』、『春遠からじ』などの作品を制作。1940年、紀元二千六百年奉祝美術展に『松桜図』を出品。1943年、第6回新文展審査員を務め、『上げ汐』を出品する。
戦後は、1946年、読売新聞社主催の新興日本美術展の審査員を務め、1950年、読売新聞社主催現代美術自選代表作十五人展に出品。1951年、第19回独立展で『アルプスへの道』を発表。荻窪にアトリエを移し、『犬吠岬』、『ミモザの花その他』、『バラ』などの作品を制作する。独自のフォーヴィズムから、日本の伝統的なフォルムと装飾的な表現の導入、写実への再確認などの展開を示しながら、「日本人の油絵」の創造を目指した。1952年、青年期に罹った結核が再発し、療養と制作の日々を送る。
1958年、週刊朝日に有馬稲子をモデルにした表紙画を描く。1959年、銀座・松屋で開催された朝日新聞社主宰の児島善三郎自選展に、初期作品から近作まで絵画、彫刻百二点を出品する。
1961年2月、千葉市の額田病院に入院。1962年3月22日、肝臓癌にて逝去。享年69。墓所は小平霊園。

## 代表的な作品
- 立てるソニヤ　1927年　神奈川県立近代美術館
- 鏡を持つ女　1928年
- ギャルソンヌ　1928年　宮城県美術館
- 渓流　1937年
- 田植　1943年　ひろしま美術館
- 国分寺風景　1947年
- 静物　1949年　東京国立近代美術館
- アルプスへの道　1951年　東京国立近代美術館
- 海芋と麒麟草　1954年　石橋美術館
- 熱海風景　1957年
- 西伊豆　1960年

## ギャラリー

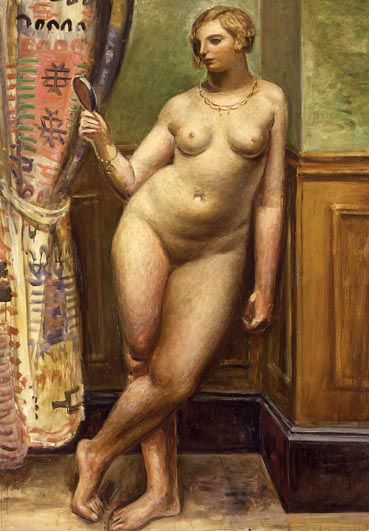
鏡を持つ女
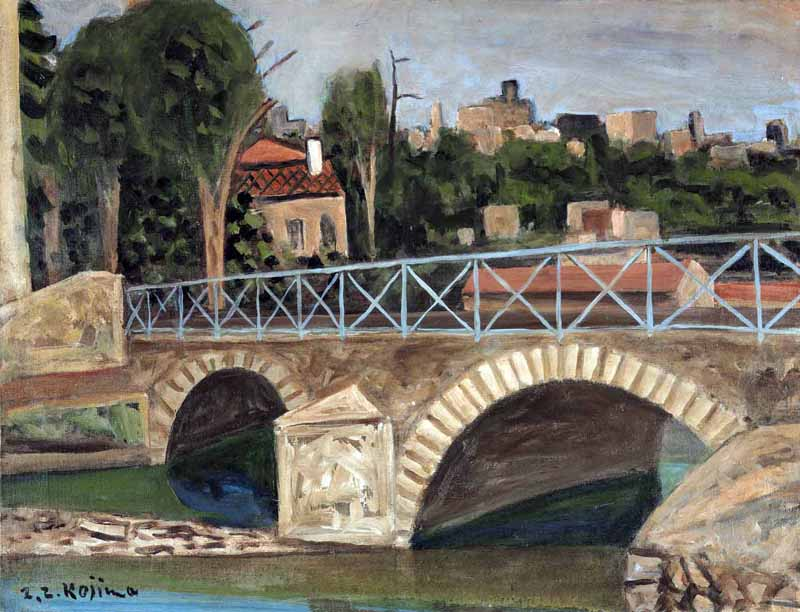
Bridge at France
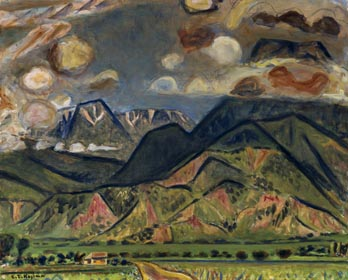
アルプスへの道
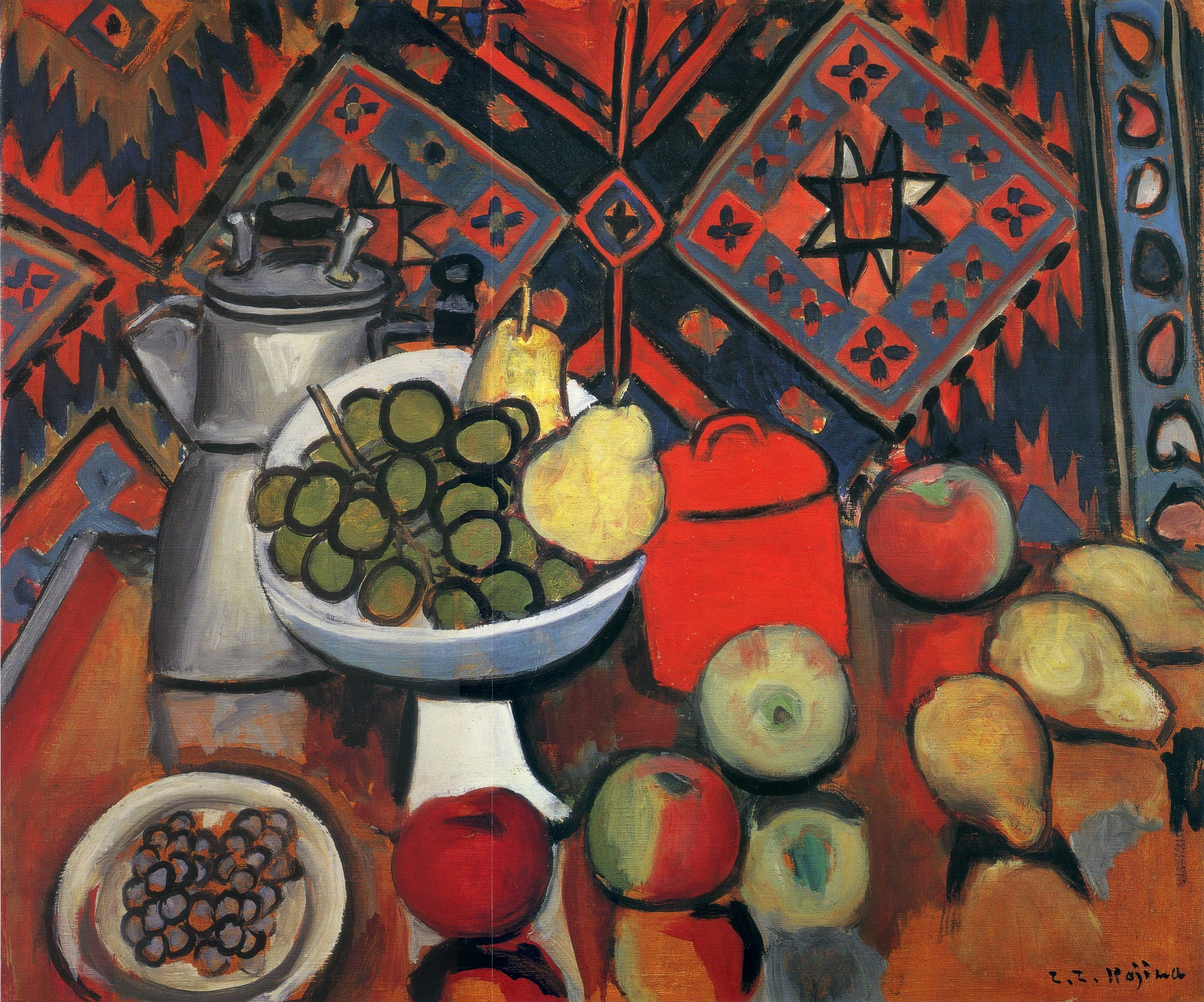
静物
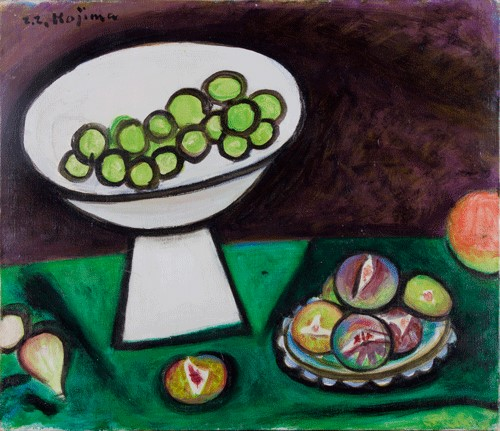
静物
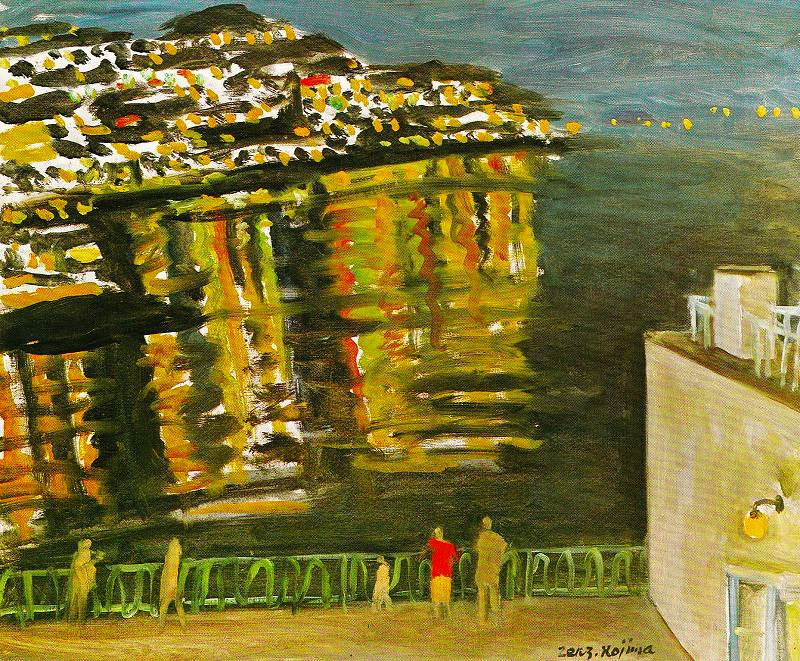
Bay of Atami, Japan
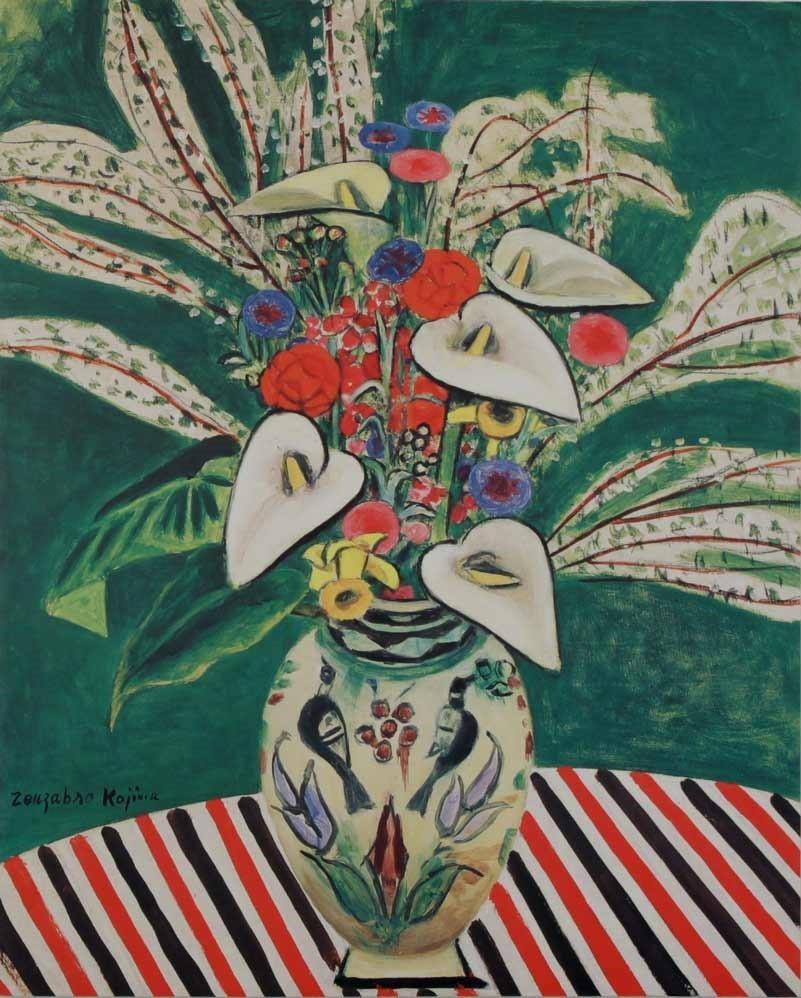
雪柳と海芋に波斯の壺
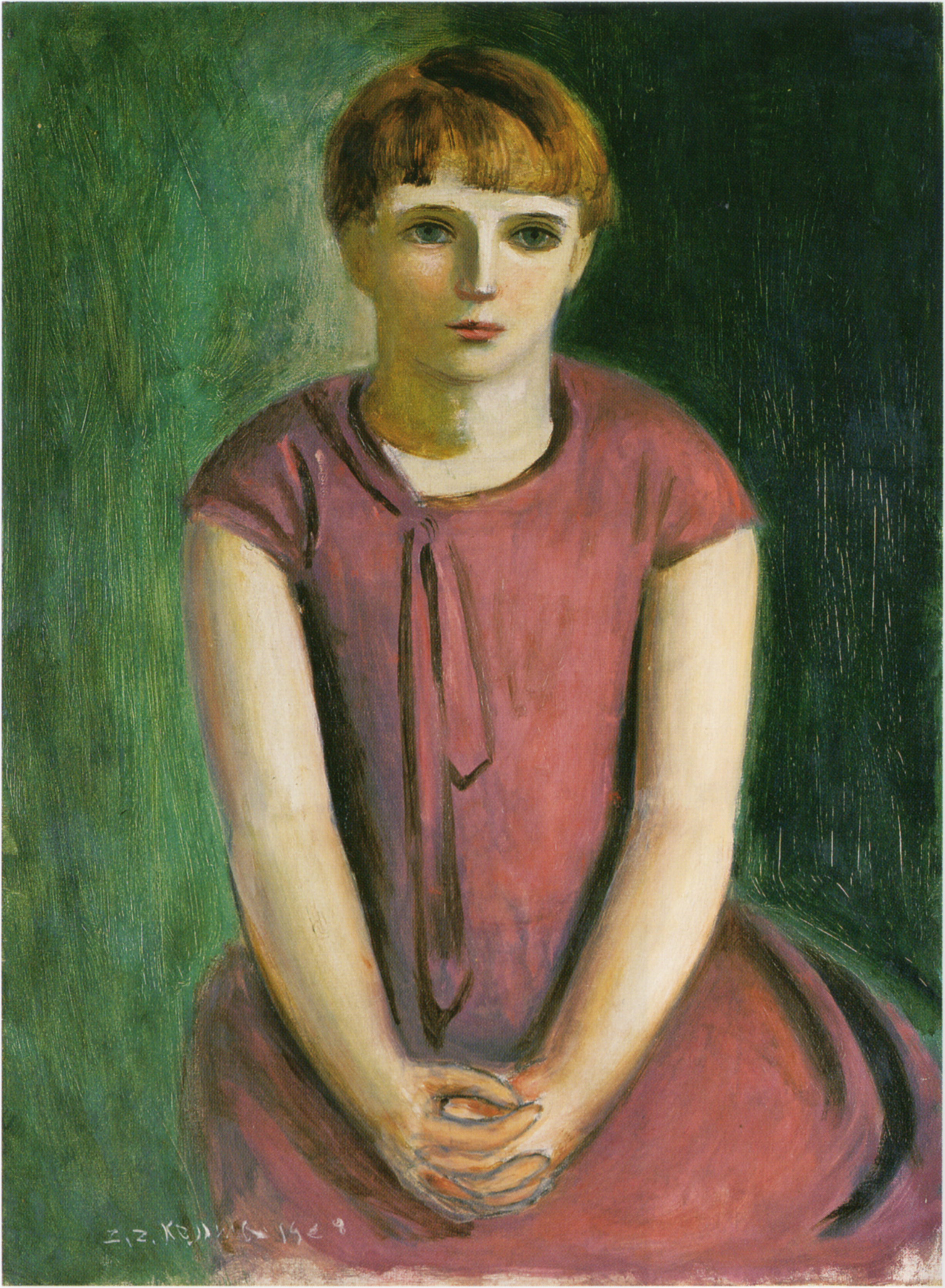
少女像
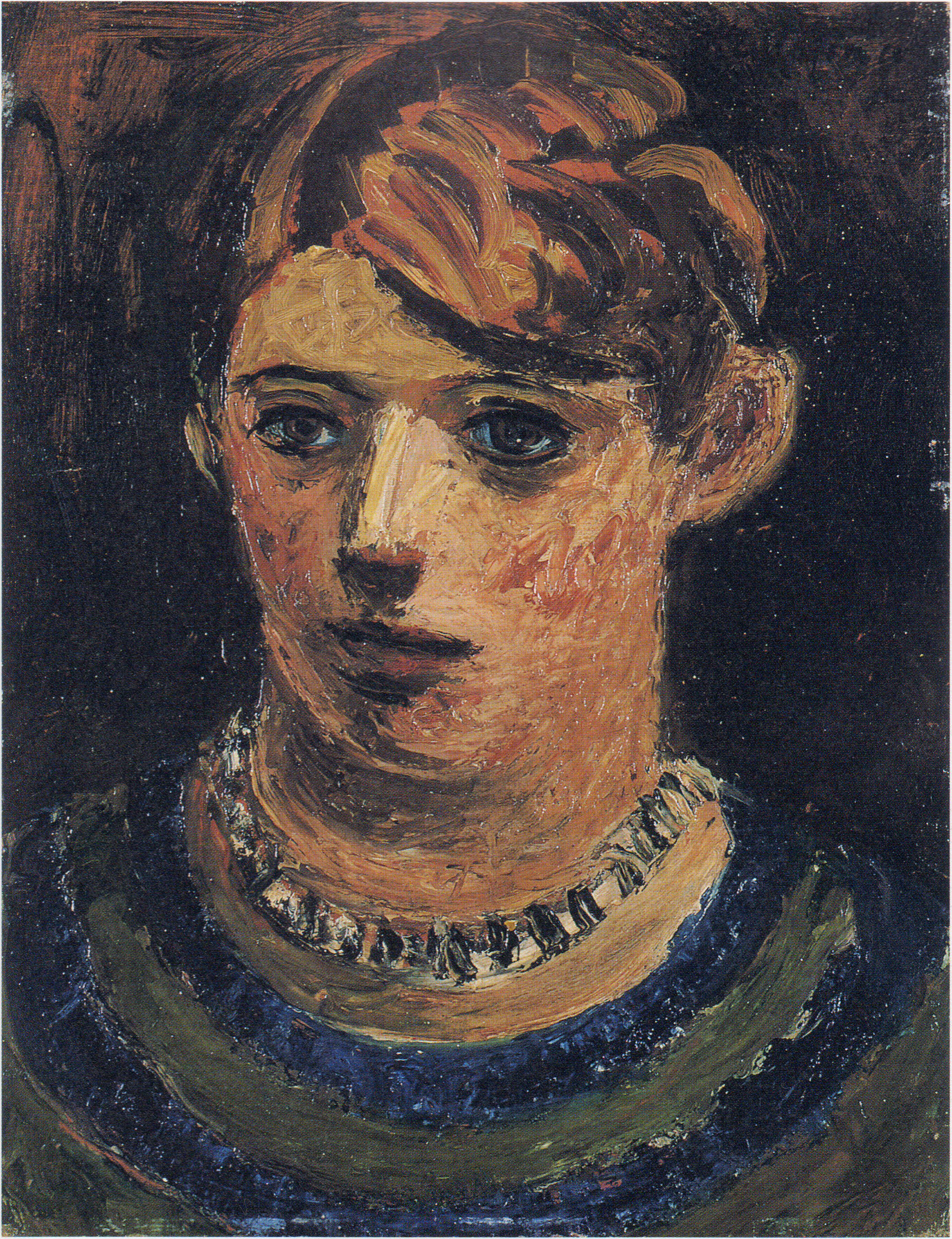
ギャルソンヌ

## 画集など
- 「児島善三郎画集」 美術工芸会 1932
- 「児島善三郎画集」 建設社 1932（新芸術家叢書 第7）
- 「児島善三郎画集 1938年作品」 美術工芸会 1938
- 「児島善三郎画集 1939年作品」 美術工芸会 1940
- 「児島善三郎画集」 美術工芸会 1941
- 「児島善三郎画集」 美術工芸会 1942
- 「児島善三郎」 美術出版社 1954（日本現代画家選 第15）
- 「児島善三郎」 今泉篤男解説 美術出版社 1962
- 「児島善三郎」 美術出版社 1964
- 「児島善三郎作品集」 美術出版社 1972
- 「現代日本の美術 10 児島善三郎・中川一政」 座右宝刊行会編 集英社 1975
- 「児島善三郎展」 生誕100年記念児島善三郎実行委員会 1993
- 「児島善三郎の手紙 1940～1951 大久保泰宛書簡」 匠秀夫編 形文社 1993
- 「田園の輝き 児島善三郎」 児島善三郎展実行委員会 2007